# Vidigal (distrito)
Vidigal é um distrito do município brasileiro de Cianorte, no estado do Paraná.